# Al-Badżi Ka’id as-Sibsi
Muhammad al-Badżi Ka’id as-Sibsi (arab. الباجي قائد السبسي محمد, Muḥammad al-Bāǧī Qāʾid as-Sibsī; fr. Mohamed Béji Caïd Essebsi; ur. 29 listopada 1926 w Tunisie, zm. 25 lipca 2019 tamże) – tunezyjski prawnik i polityk, minister spraw wewnętrznych (1965–1969), minister obrony (1969–1970), minister spraw zagranicznych (1981–1986), ambasador w Paryżu (1971–1972) i w Bonn (1987). Deputowany w latach 1989–1994 oraz przewodniczący Izby Deputowanych w latach 1990–1991, premier Tunezji od 27 lutego do 24 grudnia 2011, prezydent Tunezji od 31 grudnia 2014 do 25 lipca 2019.

## Życiorys
Al-Badżi Ka’id as-Sibsi w 1950 ukończył studia prawnicze na Uniwersytecie Paryskim. W 1952 został przyjęty w szeregi tunezyjskiej adwokatury i rozpoczął pracę w sądzie kasacyjnym. Występował jako adwokat członków Neo-Dustur, ugrupowania opowiadającego się za niepodległością Tunezji od Francji.
W 1956, po uzyskaniu niepodległości przez Tunezję, został doradcą premiera Habiba Burgiby. Po objęciu przez Burgibę prezydentury w roku następnym, objął stanowisko dyrektora generalnego Biura Bezpieczeństwa Narodowego. Od 5 lipca 1965 do 8 września 1969 pełnił funkcję ministra spraw wewnętrznych, a następnie od 7 listopada 1969 do 12 czerwca 1970 funkcję ministra obrony. W latach 1971–1972 był tunezyjskim ambasadorem w Paryżu.
W 1980 powrócił do pracy w rządzie jako minister delegowany przy premierze. Od 15 kwietnia 1981 do 15 września 1986 zajmował urząd ministra spraw zagranicznych. Jako minister doprowadził do przyjęcia przez Radę Bezpieczeństwa ONZ rezolucji nr 573, potępiającej izraelską interwencję powietrzną na terenie Tunezji w 1985 (operacja Drewniana Noga). W 1987 był ambasadorem w Bonn. W latach 1989–1994 pełnił mandat deputowanego do Izby Deputowanych. Od 1989 do 1990 był przewodniczącym parlamentarnej Komisji Spraw Zagranicznych. W latach 1990–1991 pełnił funkcję przewodniczącego Izby Deputowanych. Po zakończeniu kadencji powrócił do praktyki adwokackiej.
27 lutego 2011, po rezygnacji premiera Muhammada al-Ghannusziego z powodu protestów społecznych, pełniący obowiązki prezydenta Fu’ad al-Mubazza mianował go nowym szefem rządu. Urząd pełnił do 24 grudnia 2011, kiedy władzę w kraju przejął rząd na czele z premierem Hammadim al-Dżibalim, wyłoniony w wyniku wyborów do Zgromadzenia Konstytucyjnego.
W połowie 2012 utworzył nową partię polityczną Wezwanie Tunezji, zrzeszającą polityków o szerokim spektrum poglądów, w tym osoby związane ze Zgromadzeniem Demokratyczno-Konstytucyjnym i dawnych współpracowników Zajna al-Abidina ibn Alego, opowiadającą się za świeckością państwa i wrogą rządzącej islamskiej Partii Odrodzenia. Partia Wezwanie Tunezji odniosła zwycięstwo w wyborach parlamentarnych w październiku 2014.
W grudniu 2014 odniósł zwycięstwo w drugiej turze wyborów prezydenckich, uzyskując 55,68% głosów pokonał urzędującego prezydenta Al-Munsifa al-Marzukiego, który otrzymał 44,32% głosów. 31 grudnia 2014 został oficjalnie zaprzysiężony na stanowisku głowy państwa.
Zmarł 25 lipca 2019 w Tunisie w wieku 92 lat, w trakcie trwania kadencji. W związku z jego śmiercią w Tunezji zarządzono siedmiodniową żałobę narodową i odwołano wszelkie wydarzenia rozrywkowo-kulturalne. Trzydniową żałobę narodową ogłoszono w Egipcie, Algierii, Libii, Libanie, Jordanii, Palestynie, Mauretanii, a jednodniową na Kubie.